# Шалваре
Шалваре су широке, лагане панталоне које су под утицајем Османског царства своју примену нашле у Србији и другим балканским земљама у којима је османски утицај био доминантан. Носили су их и мушкарци и жене, иако се углавном сврставају у делове женске народне ношње. Шалваре вуку порекло још из античке Персије, потом су преко јужне Азије и преко многобројних земаља Османског царства стигле и до територије данашње Србије. Шалваре се још могу називати чакшире или димије.

## Изглед
Шалваре су биле једноставног кроја без џепова, широке у струку док су се око глежњева сасвим сужавале. Постојале су многе варијације у изгледу шалвара, тако да су негде биле и сасвим равног кроја, а могле су по дну бити украшене ресама. Правиле су се од белог, црног или тамноплавог сукна, биле су малог тура, украшене везом од црвеног гајтана, док су код муслимана гајтани били зелене боје. Шалваре се често везују за народну ношњу јужних крајева Србије, где су се најдуже и задржале у примени. Биле су обавезан део женске народне ношње, обично су биле наборане у боре, а постојале су и оне за свечане прилике украшене ширитима и златовезним гајтанима.
Шалваре су се носиле и у другим балканским земљама, Босни и Херцеговини, Хрватској, Бугарској, Црној Гори и Албанији. Носили су их подједнако и православци и муслимани, као и народи других вероисповести.